# بارجيايلا خنزيرية
بارجيايلا خنزيرية (بالإنجليزية: Bergeyella porcorum)‏ هي نوع بكتيريا من جنس بارجيايلا، تم عزلها من الرئتين واللوزتين لدى الخنازير.